# Jules Brasseur
Pour les articles homonymes, voir Jules Dumont (homonymie), Dumont et Brasseur.
Jules Dumont, dit Jules Brasseur, né le 26 janvier 1828 à Paris 11e et mort le 6 octobre 1890 à Maisons-Laffitte, est un comédien, chanteur lyrique et directeur de théâtre français.

## Biographie
Son père, grand marchand de bois, rue Bergère, le destinant à la carrière commerciale, lui avait fait donner d’excellentes études à l’institution Jauffret. Après avoir suivi les classes du lycée Charlemagne, pendant quelques années, il ne termine pas ses études et entre comme commis gantier dans un magasin de la rue de la Chaussée-d’Antin. Éprouvant néanmoins un irrésistible désir d’entrer au théâtre, il étudiait en secret, sans en rien dire à son père, les rôles du répertoire comique des petits théâtres de l’époque.
Un soir de 1847, alors qu’il avait 18 ans, son père ayant suivi un voisin qui lui avait dit : « Venez-donc avec moi au théâtre de Belleville ; il y a là un jeune acteur vraiment extraordinaire. », stupéfait, est forcé d’applaudir, avec le public, le débutant, dans Brelan de troupiers, comédie-vaudeville en un acte de Dumanoir, dont le nom de théâtre, — « Brasseur », — va rapidement devenir célèbre dans tout Belleville.
Rapidement engagé aux Délassements-Comiques, le père Mourier, qui le guettait depuis longtemps, le prend aux Folies-Dramatiques, où il lui fait faire des créations « mensuelles » de tout genre.
En août 1852, engagé par Dormeuil au théâtre du Palais-Royal, il obtient un énorme succès en créant le rôle de Machavoine dans Le Misanthrope et l'Auvergnat de Labiche. À partir de ce moment, il sera classé parmi les premiers comédiens de la troupe du théâtre de la rue Montpensier, où il restera jusqu'en 1877.
Ses créations dans les pièces apportées au Palais-Royal par Labiche, Victorien Sardou, Émile Augier, Henri Meilhac, Ludovic Halévy, Edmond Gondinet, Théodore Barrière, etc., se comptent par douzaines, comme le Colladan de la Cagnotte, l’Alsacien du Plus heureux des trois, le Brésilien de la Vie parisienne d'Offenbach (1866), le Panache, le Magot, le Brésilien, La consigne est de ronfler, Groseillon de la Mariée du mardi gras, Tricoche et Cacolet, le Prix Martin de Labiche et Augier, etc.
Brasseur excellait dans les rôles de grotesques et de niais excentriques, et il avait poussé au plus haut point le don de l’imitation. Il avait l’habitude de grossir ses effets à outrance, au risque d’en devenir aphone. Il a ainsi créé, au Palais-Royal, la plupart des parodies des comédies de Dumas et de Sardou. C’était également un expert en métamorphoses. Il avait, par ailleurs, la réputation de s'emporter facilement.
Loin de se contenter d’étudier ses rôles, de les répéter et de les jouer, il allait ensuite chanter dans les salons mondains, où on se l’arrachait, les chansonnettes de son répertoire, comme « le Vieux Buveur », qu’on lui a fait « dire » plusieurs fois dans des soirées intimes au palais des Tuileries.
Chaque fois que son directeur lui accordait un congé, il en profilait pour organiser quelque tournée en France et en Belgique, où il était très populaire. Ayant voulu être directeur à son tour, il a quitté, en 1878, le Palais-Royal pour fonder, en associé avec Mme Micheau, de Bruxelles, le théâtre des Nouveautés, une petite scène à laquelle il a su donner, avec la collaboration de ses deux fils, une très réelle importance artistique. Les Nouveautés, dont il a gardé la direction jusqu'à sa mort, ont été le lieu de ses dernières créations, parmi lesquelles : Coco, le Château de Tire-Larigot, le Jour et la Nuit, le Roi de carreau, Nos jolies fraudeuses, et les revues Paris en action, les Parfums de Paris, etc.
Durant ses dernières années cependant, le succès n’était plus au rendez-vous. Ayant conclu, après étude, que le public désertait son théâtre parce que le genre vaudeville, qu’il jouait, était démodé, il s’apprêtait à révolutionner changer le genre de ce théâtre, pour y introduire le répertoire du Théâtre-Libre, d’André Antoine, et faire représenter sur la scène du boulevard des Italiens le Maitre de Jean Jullien.
Assistant, l’avant veille encore, à la répétition du nouveau vaudeville de Georges Duval, s’étant occupé également de la mise en scène du Maitre, de Jullien, il n’avait pas paru au théâtre, la veille, se sentant probablement indisposé déjà. Il avait trois enfants, deux fils et une fille, Albert, acteur, qui a longtemps joué à ses côtés, et Jules, qui a fait ses preuves comme directeur aux Folies-Dramatiques.

## Jugements
« La physionomie d’un bourgeois qui a fait sa pelote dans les fils ou dans les cotons. Beaucoup de tenue rehaussée par un peu d’importance. Dans les allures, dans les façons, dans le langage, cette rondeur, cette bonhomie, cette naïveté apparentes d’un maquignon qui va toper un bon marché sur un champ de foire du pays de Caux ou du Cotentin. »

« Quatre chansonnettes, dix-neuf changements : tel était le directeur des Nouveautés. Pour Brasseur les « tiroirs » et les « trucs » n’avaient plus aucun secret ; à côté de lui Protée et Vautrin étaient de simples enfants ! »

« C’est toute une troupe que Brasseur. Il est cinq, six acteurs, que sais-je ? Toutes les voix, tous les gestes, toutes les physionomies, il les prend, non il les a. […] L’affiche disait vrai : le kaléidoscope dramatique. »

## Carrière
- 1852 : Le Misanthrope et l'Auvergnat d'Eugène Labiche, Théâtre du Palais-Royal.
- 1853 : Un feu de cheminée d'Eugène Labiche, Théâtre du Palais-Royal.
- 1854 : Le Sabot de Marguerite de Marc-Michel et Pol Moreau (d) , Théâtre du Palais-Royal.
- 1855 : Le Roman chez la portière d'Henry Monnier et Gabriel de Lurieu, Théâtre du Palais-Royal.
- 1855 : La Perle de la Canebière d'Eugène Labiche et Marc-Michel, Théâtre du Palais-Royal.
- 1855 : Les Précieux d'Eugène Labiche, Marc-Michel et Auguste Lefranc, Théâtre du Palais-Royal.
- 1856 : Un monsieur qui a brûlé une dame d'Eugène Labiche et Anicet Bourgeois, Théâtre du Palais-Royal.
- 1857 : Le Secrétaire de Madame d'Eugène Labiche et Marc-Michel, Théâtre du Palais-Royal.
- 1858 : Le Punch Grassot d'Eugène Grangé et Alfred Delacour, Théâtre du Palais-Royal.
- 1858 : Le Grain de café d'Eugène Labiche et Marc-Michel, Théâtre du Palais-Royal.
- 1858 : En avant les Chinois ! d'Eugène Labiche et Alfred Delacour, Théâtre du Palais-Royal.
- 1859 : Une tempête dans une baignoire de Charles Dupeuty et Gabriel de Lurieu, Théâtre du Palais-Royal.
- 1859 : L'Amour, un fort volume, prix 3 F 50 c d'Eugène Labiche et Édouard Martin, Théâtre du Palais-Royal.
- 1860 : La Pénélope à la mode de Caen d'Eugène Grangé, Paul Siraudin et Lambert-Thiboust, Théâtre du Palais-Royal.
- 1860 : La Sensitive d'Eugène Labiche et Alfred Delacour, Théâtre du Palais-Royal.
- 1860 : Les Trois Fils de Cadet-Roussel de Michel Delaporte, Charles Varin et Paul Laurencin (d) , Théâtre du Palais-Royal.
- 1861 : La Mariée du Mardi-gras d'Eugène Grangé et Lambert-Thiboust, Théâtre du Palais-Royal.
- 1861 : La Beauté du diable d'Eugène Grangé et Lambert-Thiboust, Théâtre du Palais-Royal.
- 1863 : Le Brésilien d'Henri Meilhac et Ludovic Halévy, Théâtre du Palais-Royal.
- 1863 : Les Mystères de l'Hôtel des ventes d'Henri Rochefort et Albert Wolff, Théâtre du Palais-Royal.
- 1864 : La Cagnotte d'Eugène Labiche et Alfred Delacour, Théâtre du Palais-Royal.
- 1865 : La Bergère de la rue Monthabor d'Eugène Labiche et Alfred Delacour, Théâtre du Palais-Royal.
- 1866 : Le Myosotis de William Busnach, Théâtre du Palais-Royal.
- 1866 : La Vie parisienne, opéra-bouffe de Jacques Offenbach, livret d’Henri Meilhac, Ludovic Halévy, Théâtre du Palais-Royal.
- 1868 : Le Papa du prix d'honneur d'Eugène Labiche et Théodore Barrière, Théâtre du Palais-Royal.
- 1868 : Le Château à Toto, opéra-bouffe de Jacques Offenbach, livret d’Henri Meilhac et Ludovic Halévy, Théâtre du Palais-Royal.
- 1868 : Le Roi d'Amatibou d'Eugène Labiche et Edmond Cottinet, Théâtre du Palais-Royal.
- 1868 : Le Carnaval d'un merle blanc d'Henri Chivot et Alfred Duru, Théâtre du Palais-Royal.
- 1870 : Le Plus Heureux des trois d'Eugène Labiche et Edmond Cottinet, Théâtre du Palais-Royal.
- 1871 : Tricoche et Cacolet d'Henri Meilhac et Ludovic Halévy, Théâtre du Palais-Royal.
- 1872 : Il est de la police d'Eugène Labiche et Louis Leroy, Théâtre du Palais-Royal.
- 1872 : La Tribune mécanique de Jean-Georges Vibert et Étienne-Prosper Berne-Bellecour, Théâtre du Palais-Royal.
- 1872 : Doit-on le dire ? d'Eugène Labiche et Alfred Duru, Théâtre du Palais-Royal.
- 1875 : Un mouton à l'entresol d'Eugène Labiche et Albéric Second, Théâtre du Palais-Royal.
- 1875 : Le Panache d'Edmond Gondinet, Théâtre du Palais-Royal.
- 1876 : Le Prix Martin d'Eugène Labiche et Émile Augier, Théâtre du Palais-Royal.
- 1877 : La Boîte à Bibi de Saint-Agnan Choler et Alfred Duru, Théâtre du Palais-Royal.
- 1878 : Coco de Clairville, Eugène Grangé et Alfred Delacour, Théâtre des Nouveautés.
- 1879 : Paris en actions d'Albert Wolff et Raoul Toché, Théâtre des Nouveautés.
- 1880 : La Cantinière de Paul Burani et Félix Ribeyre, Théâtre des Nouveautés.
- 1880 : Les Parfums de Paris d'Albert Wolff et Raoul Toché, Théâtre des Nouveautés.
- 1881 : La Vente de Tata d'Albert Wolff et Alfred Hennequin, Théâtre des Nouveautés.
- 1883 : Le Roi de carreau d'Eugène Leterrier et Albert Vanloo, Théâtre des Nouveautés.
- 1884 : Le Château de Tire-Larigot d'Ernest Blum et Raoul Toché, Théâtre des Nouveautés.
- 1885 : Le Petit Chaperon rouge d'Ernest Blum et Raoul Toché, Théâtre des Nouveautés.
- 1886 : Adam et Ève d'Ernest Blum et Raoul Toché, Théâtre des Nouveautés.
- 1887 : L'Amour mouillé de Jules Prével et Armand Liorat, Théâtre des Nouveautés.
- 1887 : Les Saturnales d'Albin Valabrègue, Théâtre des Nouveautés.
- 1888 : La Volière de Charles Nuitter et Alexandre Beaume, Théâtre des Nouveautés.
- 1888 : Le Puits qui parle d’Alexandre Beaume et Paul Burani, Théâtre des Nouveautés.
- 1889 : La Vénus d'Arles de Paul Ferrier et Armand Liorat, Théâtre des Nouveautés.
- 1889 : Le Royaume des femmes d'Ernest Blum et Raoul Toché, Théâtre des Nouveautés.